# Anisantherina
- Commons
- Wikispecies

Anisantherina Pennell é um género botânico pertencente à família Scrophulariaceae.

## Sinonímia
- Agalinis Raf.

## Espécies
Apresenta uma única espécie:
- Anisantherina hispidula (Mart.) Pennell